# Діти дощу
«Діти дощу» (фр. Les Enfants de la pluie) — повнометражний мультфільм в жанрі фентезі 2003 року, екранізація роману французького письменника-фантаста Сержа Брюссоло «За образом дракона».
Народ піросів, для якого вода смертельна, ворогує з народом водолюбних гідросів. Юний пірос Скан, натхненний розповідями своєї матері про батька, котрий бачив гідросів на власні очі, сумнівається чи дійсно ці два народи вороги. Вирушивши в подорож, він розкриває хто такі гідроси насправді та прагне донести це решті піросів.

## Сюжет
У давнину Великий космічний дракон, що оберігає світ, був розрубаний навпіл демоном на ім'я Пожирач Душ, через що людство розділилося на два народи — гідроси і піроси. Піроси залежать від вогню і вмирають від води. Гідроси живуть водою і перетворюються на кам'яні статуї при сонячному світлі.
Юний пірос Скан мріє стати лицарем і боротися з гідросами, які насилають на піросів «драконів». Він відвідує парад, на якому лицарі повертаються з походу проти гідросів, принісши «сонячні камені». Консул піросів Разза виступає перед народом, але втручається матір Скана, Бериль. Вона звинувачує Разза в брехні: лицарі ніякі не хоробрі воїни, а гідроси не вороги. Бериль кидають до в'язниці, тоді Скан з другом Тобом і сестрою Джубою вирушають її врятувати, підкупивши сторожу. Мати розповідає, що її загиблий чоловік Родос був у місті гідросів і бачив хто вони насправді. Вона не може втекти, але заповідає Скану продовжити справу батька і викрити обман Разза.
Починається сезон дощів, у який піроси не можуть виходити з міста. В цей час вони обігрівають і освітлюють житла «сонячними каменями». Проте в багатих цих каменів надмірно і вони не діляться з бідняками. Скан з Тобом пробираються в підземелля, де Скан бачить дивне місце, в якому лава та вода зливаються, утворюючи промінь світла. Тим часом на місто нападає «дракон» і син Разза, Аккар, вирушає його вбити. Бериль ціною свого життя рятує піросів від «дракона», який увірвався за стіни.
Минає 4 роки. Аккар вирушає в похід проти гідросів і Разза призначає йому Скана як зброєносця, сподіваючись, що Скан загине. В подорожі через пустелю вони знаходять дезертира, який застерігає, що гідроси і піроси насправді не вороги, але його застрелює з арбалета Аккар. Лицарі прибувають у місто гідросів, де бачать, що гідроси в час посухи кам'яніють, завдяки чому і переживають її. Аккар наказує за допомогою води визначити які статуї в місті насправді є гідросами (вони вбирають вологу), а потім підриває їх, забираючи з уламків «сонячні камені», що є їхніми душами. Скан відмовляється вбивати беззахисних гіросів і тікає. Аккар наздоганяє його та прагне вбити, але Скану вдається підірвати Аккара його ж вибухівкою.
Скан оживляє водою гідроску Каллісто, яка дивується, що піросів убиває вода. Вона пояснює, що «дракони» — це просто тварини, яких ніхто не посилає для шкоди піросам. Обоє розуміють, що гідроси можуть жити з піросами в мирі. Починається дощ, гідроси оживають, але Скан тепер не може повернутися додому. Каллісто рятує його та приводить до своїх батьків: Глої та Солона. Ті розповідають пророцтво, що колись любов допоможе оживити Великого космічного дракона і тоді гідроси зможуть «пити сонячне проміння». Вони відводять Скана до інших вцілілих зброєносців, до яких прибуває вчитель Скана, Атар, який попереджає, що Разза готує війну проти гідросів аби помститися за сина. Підозрюючи всіх у зраді, тиран тримає в страху весь народ. Зібравши зброєносців, Скан веде їх у місто піросів аби повалити Раззу.
Гідроси входять у місто та пропонують мир. Знаючи, що піросам потрібні «сонячні камені», вони дарують душі своїх предків. Скан розшукує Разза та розуміє, то той і є Пожирачем Душ. Тоб скидає Разза на межу між лавою та водою, лиходій гине і Великий космічний дракон складається воєдино. Дракон створює джерело, вода якого робить гідросів невразливими до сонця, а піросів — до води.

## Місце дії і персонажі

### «Піроси, народ сонця»
У піросів помаранчева шкіра та різкі риси обличчя. Вони поклоняються вогню і сонцю, можуть активно жити лише в посушливий сезон. Вони дуже чутливі до води, яка їх обпікає. Потрапивши під дощ, вони вмирають (звідки в народі з'являється вираз «дощова смерть»). Тому під час сезону дощів піроси живуть в печерному місті Орфалезі та одягаються у водонепроникний одяг. Вони не споживають ніякої рідини і харчуються виключно сонячними променями і добре прожареним м'ясом.
- Скан — головна дійова особа. Його батьки, Родос і Бериль, виховали в нього поняття справедливості, терпимості та миролюбності. Його дитяча мрія — стати вершником-зброєносцем, мало хто з піросів поділяє його захоплення музикою. Він швидше спритний, ніж сильний, а перед обличчям несправедливості виявляє непохитність, відстоюючи свої переконання. Скана обурює презирство господарів Орфалеза до гідросів, але він готовий піти на смертельний ризик, аби розповісти простим піросам правду.

- Родос — батько Скана, який не з'являється у фільмі, але постійно згадуються його ім'я. Одного разу він повернувся з походу і повстав проти військової політики Разза, після чого таємниче зник. Його син і народ Орфалеза запам'ятали його як горду і сміливу людину, яка не йде на компроміси, але на жаль самотня в своєму бунті.

- Бериль — мати Скана, красива, горда жінка. Подібно покійному чоловікові, дотримується власних твердих моральних принципів і ставить батька за приклад дітям. За виступ проти Разза потрапляє до в'язниці, де гине, рятуючи піросів від «дракона».

- Разза — верховний жрець культу сонця народу піросів, їхній духовний і політичний вождь. Після сутички з Родосом, батьком Скана, він втратив око, яке замінив «сонячним каменем». Бундючно повчає народ, вселяючи йому необхідність безумовної покори наказам і боротьби з гідросами, яких описує жахливими й жорстокими ворогами. Особливу ненависть він відчуває до пацифіста Родоса і його сім'ї. Разза і є легендарним Пожирачем Душ.

- Аккар — єдиний син Раззи, один з лицарів, які добувають «сонячні камені». Про його матір нічого невідомо. З вигляду дуже схожий на свого батька, такий же високий і владний і, до того ж, нерозсудливий. Він небезпечний суперник, особливо в битві на мечах. З дитинства у нього розвинене презирство до своїх соратників та зокрема до Скана, він вважає себе вищим за них через своє походження і багатство.

- Тоб — зброєносець, як і Скан, його кращий друг. Насмішник і базіка, жартівник, але досвідчений зброєносець.

- Джуба — старша сестра Скана. Така ж насмішниця, як і Тоб, до того ж вона закохана в нього. Дресирувальниця їздових тварин клютсів, фізично дуже сильна, наслідуючи манерами та вміннями батька.

### «Гідроси, діти дощу»
За декілька днів шляху від міста піросів знаходиться Амфіболь, поселення гідросів, які обожнюють дощ, але бояться сонця. Гідроси мають округліші риси, ніж піроси. Колір їхньої шкіри смарагдово-зелений або блідо-блакитний. В грудях у них є камінь круглої форми, їхня «душа», яку піросі називають «каменем сонця». В посушливий період гідроси кам'яніють від захисту від сонця та спеки. Щойно починається сезон дощів, від води гідроси пробуджуються. Протягом цього періоду вони не сплять, займаючись мистецтвами. Їхній єдиний спосіб захисту — це сховатися в посушливий сезон між статуй в надії залишитися непоміченими.
- Каллісто — героїня фільму. Як весь її народ, вона артистка, музикантка, танцівниця та співачка. Її безпосередність і грайливість приховують розум, терпимість і юнацький ентузіазм, які живлять її цікавість до невідомого. Романтична, охоплена любов'ю до Скана, спочатку безнадійною, вона рішуче і активно шукає рішення як їм бути разом.

- Солон — батько Каллісто, повнуватий, добродушний, розумний і освічений. Він — «зберігач легенд», свого роду жрець з м'яким гумором та благодушністю. Саме він знаходить спосіб як позбавити піросів потреби вбивати гідросів заради «сонячних каменів».

- Глоя — матір Каллісто, справедлива, розумна, розважлива і добра. Вона як і Солон «хранитель легенд».

- Тринітро — місцевий божевільний, скульптор, який розважає гідросів тим, що потім підриває власні роботи. Він підбурює гідросів на похід проти піросів, але познайомившись з ними особисто, стає прихильником миру.

## Оцінки й відгуки
На IMDb фільм має середню оцінку 6,8/10.
Ліза Нессельсон із «Variety» писала в рецензії, що це «антивоєнний, проєкологічний мультфільм для всіх вікових категорій». Зазначалося, що фільм має декілька жорстоких сцен (таких, як загибель Бериль у боротьбі з «драконом», або розчинення піросів під дощем), а антифашистське спрямування першої адаптації книги від Рене Лалу, що лягла в основу фільму, реалізується дещо незграбно. Проте, хоча «Діти дощу» запозичують багато елементів з різних вір, міфологій та пригодницьких саг, їм вдається зобразити власний образ нетутешнього, уявного світу.